# آب زیرزمینی و نشت
آب زیرزمینی و نشت کتابی از میلتون ادوارد هار با ترجمهٔ فریدون کاوه است که در سال ۱۳۶۹ منتشر و در مراسم کتاب سال جمهوری اسلامی ایران به‌عنوان کتاب برگزیده معرفی شد.